# Station Landry
Station Landry is een spoorwegstation in de Franse gemeente Landry. Het station ligt op kilometerpunt 73,935 van de spoorlijn Saint-Pierre-d'Albigny – Bourg-Saint-Maurice, op een hoogte van 743 meter.

## Foto's

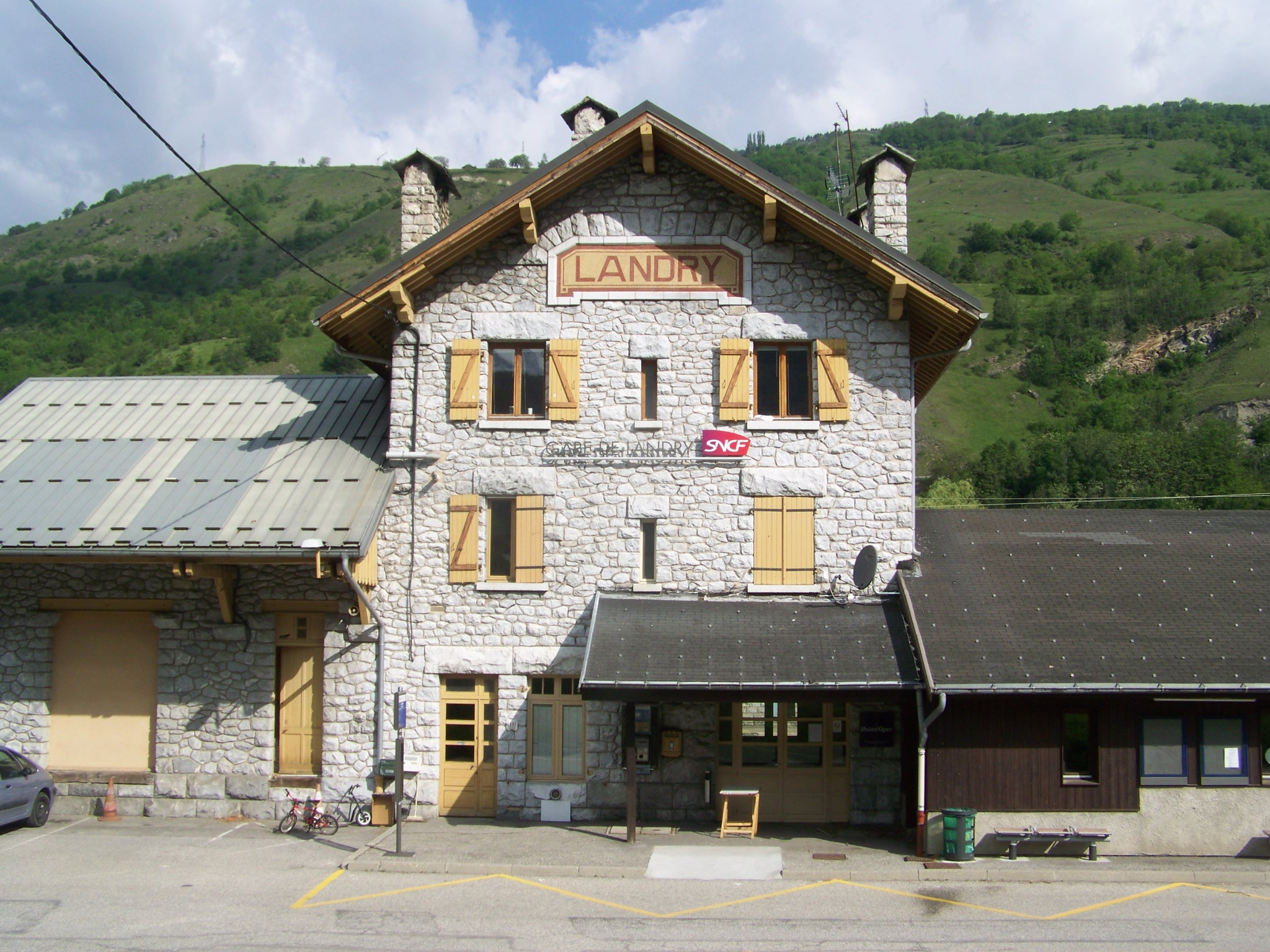

## Treindienst
| Richting                                                               | Vorige stop    | Trein | Trein                                  | Trein | Volgende stop       | Richting            |
| ---------------------------------------------------------------------- | -------------- | ----- | -------------------------------------- | ----- | ------------------- | ------------------- |
| Amsterdam Centraal of Brussel-Zuid                                     | Aime-La Plagne |       | Thalys (alleen in de winter)           |       | Bourg-Saint-Maurice | Bourg-Saint-Maurice |
| Parijs Gare de Lyon                                                    | Aime-La Plagne |       | TGV (alleen in weekenden en vakanties) |       | Bourg-Saint-Maurice | Bourg-Saint-Maurice |
| Lille-Europe of Lille Flandres                                         | Aime-La Plagne |       | TGV (alleen in de winter)              |       | Bourg-Saint-Maurice | Bourg-Saint-Maurice |
| Lyon-Part-Dieu, Aix-les-Bains-Le Revard of Chambéry - Challes-les-Eaux | Aime-La Plagne |       | TER Auvergne-Rhône-Alpes               |       | Bourg-Saint-Maurice | Bourg-Saint-Maurice |